# رضوان جيد
رضوان جيد (مواليد 9 أبريل 1979) هو حكم كرة قدم مغربي دولي. معروف بإدارته لمباريات الديربي المغربي بين الوداد والرجاء، إضافة إلى أبرز المواجهات الكبرى في البطولة الاحترافية المغربية، ويُصنف كواحد من أبرز الحكام الأفارقة.

## مسيرته الرياضية
رضوان جيد ابن الحكم الفيديرالي المغربي محمد جيد، الذي كان رئيسا للجنة الجهوية للحكام بعصبة سوس لكرة القدم. انطلقت مسيرة رضوان جيد في موسم 93-94 بمدينة أكادير بالمركز الجهوي لتكوين الحكام التابع لعصبة سوس. اشتغل كحكم عصبة بين 1994 و1998 لينتقل إلى مستوى حكم بين العصب إلى غاية موسم 2002-2003 حيث ارتقى إلى مستوى حكم فيديرالي.
حاز على شارة الدولية في 2009.، وكان حينها أصغر حكم دولي مغربي. في 2019 اختير في درجة النخبة A لحكام الكونفدرالية الإفريقية لكرة القدم.
أدار رضوان جيد العديد من المباريات المهمة على المستوى المحلي، خصوصا ديربيات الدارالبيضاء ومباريات الأدوار النهائية لكأس العرش.
على المستوى الدولي، تم اختياره لتحكيم مباريات كأس الأمم الإفريقية في نسختي 2017 و2019.